# Абануб
Свято́й Абану́б Нехи́сский (Abanop, Abanoub, копт. Ⲁⲃⲃⲁ Ⲁⲡⲁⲛⲟⲩⲃ; IV век, Египет) — египетский  святой, отрок-мученик, весьма чтимый в Коптской Православной церкви. 

## Биография
Абануб родился в христианской семье коптов в городе Нехиса (Нахиси), что в дельте Нила (Египет). В возрасте 12 лет был замучен до смерти римским правителем. КПЦ почитает его память 31 июля (21 авива).